# Francesco Masala
Francesco Masala (Nughedu San Nicolò, 17 de setembre de 1916 – Càller, 23 de gener de 2007) fou un poeta i assagista sard. Estudià a Ozieri i Sàsser, i es graduà en filosofia i lletres a la Universitat La Sapienza de Roma amb la tesi Il Teatro di Luigi Pirandello amb Natalino Sapegno com a relator.
Com a poeta el 1951 guanyà el Premi Grazia Deledda, el 1956 el Premi Chianciano pel recull Pane nero. El 1962 publicà Quelli dalle labbra bianche per l'editor Giangiacomo Feltrinelli, el 1981 l'antologia bilingüe Poesias in duas limbas per Vanni Scheiwiller. La seva obra més coneguda és Quelli dalle labbra bianche o Sos Laribiancos, del que el 1999 se'n va fer un fill, dirigit per Piero Livi. Fou president de la commissióe del Premi literari en sard Città di Ozieri i el 1978, del Comitadu pro sa limba, que fou promotor de la Proposta de Llei d'Iniciativa Popular per al Bilingüisme Perfecte a Sardenya, a partir de la qual va sorgir la Llei de la Regió Autònoma de Sardenya núm. 26 del 15 d'octubre de 1997.

## Obres
- F. Masala, Il parroco di Arasolè, Il Maestrale, Nuoro 2001
- F. Masala, Quelli dalle labbra bianche, Il Maestrale, Nuoro 1995. ISBN 8889801727
- F. Masala, Poesias in duas limbas. Testo sardo e italiano., Milano, 1981 e Nuoro, 2006